# Xã Concord, Quận Iroquois, Illinois
Xã Concord (tiếng Anh: Concord Township) là một xã thuộc quận Iroquois, tiểu bang Illinois, Hoa Kỳ. Năm 2010, dân số của xã này là 466 người.